# Campionato europeo di football americano 1983
Il campionato europeo di football americano 1983 (in lingua inglese 1983 American Football European Championship), è la prima edizione del campionato europeo di football americano per squadre nazionali maggiori maschili organizzato dalla AFEF. È stato disputato allo Stadio Vince Lombardi di Castel Giorgio, in Italia, tra il 23 e il 31 luglio 1983.

## Stadi
Distribuzione degli stadi del campionato europeo di football americano 1983
| Castel Giorgio        | Stadio Vince Lombardi (Castel Giorgio) |
| Stadio Vince Lombardi | Stadio Vince Lombardi (Castel Giorgio) |
| 42°42′00″N 11°59′00″E | Stadio Vince Lombardi (Castel Giorgio) |
| Capacità:             | Stadio Vince Lombardi (Castel Giorgio) |
| Altitudine:           | Stadio Vince Lombardi (Castel Giorgio) |
|                       | Stadio Vince Lombardi (Castel Giorgio) |

## Squadre partecipanti
| Pr. | Squadra        |
| --- | -------------- |
| 1   | Italia         |
| 2   | Finlandia      |
| 3   | Francia        |
| 4   | Germania Ovest |
| 5   | Austria        |

## Risultati

### Preliminare
| Castel Giorgio 23 luglio 1983 | Finlandia | 52 – 0 (13-0 13-0 7-0 19-0) | Francia | Stadio Vince Lombardi (1500 spett.) |

### Semifinali
| Castel Giorgio 24 luglio 1983 | Italia | 87 – 0 (19-0 22-0 13-0 33-0) | Austria | Stadio Vince Lombardi (3000 spett.) |

| Castel Giorgio 27 luglio 1983 | Finlandia | 33 – 8 | Germania Ovest | Stadio Vince Lombardi (2500 spett.) |

### Spareggio
| Castel Giorgio 1983 | Francia | 72 – 0 | Austria | Stadio Vince Lombardi |

### Finale 3º - 4º posto
| Castel Giorgio 1983 | Germania Ovest | 27 – 20 | Francia | Stadio Vince Lombardi |

### Finale
| Castel Giorgio 31 luglio 1983 | Italia | 18 – 6 (0-0 6-0 6-0 6-6) | Finlandia | Stadio Vince Lombardi (3500 spett.) |

## Campione
| Campione d'Europa 1983 Italia (1º titolo) |